# Alaghatta, Chitradurga
Alaghatta là một làng thuộc tehsil Chitradurga, huyện Chitradurga, bang Karnataka, Ấn Độ.